# 風になって (TOKIOの曲)
「風になって」（かぜになって）は、1995年12月2日にリリースされたTOKIOの7作目のシングル。

## 概要
1995年度『全国高等学校サッカー選手権大会』のイメージソング。現時点で、ジャニーズ系アーティストで同大会のイメージテーマを担当したアーティストはTOKIOのみである。
同年に行われた『第46回NHK紅白歌合戦』で「風になって〜紅白バージョン〜」として披露された。

## 収録曲
| 全編曲: 白井良明。 |                                      |            |           |       |
| #                  | タイトル                             | 作詞       | 作曲      | 時間  |
| 1.                 | 「風になって」                       | 工藤哲雄   | 白井良明  | 4:08  |
| 2.                 | 「涙のウエディングベル」             | 山田ひろし | 塙一郎    | 5:22  |
| 3.                 | 「風になって」(オリジナル・カラオケ) |            |           | 4:08  |
| 合計時間:          | 合計時間:                            | 合計時間:  | 合計時間: | 13:38 |

## メディアでの使用
| # | 曲名           | タイアップ                                                  | 出典  |
| - | -------------- | ----------------------------------------------------------- | ----- |
| 1 | 「風になって」 | 日本テレビ系『第74回 全国高校サッカー選手権』イメージソング | [ 2 ] |

## 収録アルバム
| 楽曲                     | アルバム                        | 発売日        | 規格品番  | 備考                                    |
| ------------------------ | ------------------------------- | ------------- | --------- | --------------------------------------- |
| 「風になって」           | 『BLOWING』                     | 1996年3月25日 | SRCL-3485 | 3rdアルバム                             |
| 「風になって」           | 『Best E.P Selection of TOKIO』 | 1996年8月26日 | SRCL-3630 | ベストアルバム スタジオライブバージョン |
| 「涙のウエディングベル」 | 『BLOWING』                     | 1996年3月25日 | SRCL-3485 | 3rdアルバム                             |